# Hypochnella
Hypochnella — рід грибів родини Atheliaceae. Назва вперше опублікована 1888 року.